# Вільлонг-де-ла-Саланк
Вільло́нг-де-ла-Сала́нк, Вільлонґ-де-ла-Саланк (фр. Villelongue-de-la-Salanque) — муніципалітет у Франції, у регіоні Окситанія, департамент Східні Піренеї. Населення — 3301 особа (01.01.2021).
Муніципалітет розташований на відстані близько 690 км на південь від Парижа, 125 км на південний захід від Монпельє, 8 км на північний схід від Перпіньяна.

## Історія
До 2015 року муніципалітет перебував у складі регіону Лангедок-Русійон. Від 1 січня 2016 року належить до нового об'єднаного регіону Окситанія.

## Демографія
Динаміка населення (Insee · , Ehess ):
Розподіл населення за віком та статтю (2006):
| Стать | Всього | До 15 років | 15-24 | 25-44 | 45-64 | 65-85 | Понад 85 |
| --- | ------ | ----------- | ----- | ----- | ----- | ----- | -------- |
| Чоловіки | 1316   | 246         | 118   | 350   | 393   | 193   | 16       |
| Жінки | 1519   | 294         | 157   | 417   | 368   | 247   | 36       |
| \| Статево-вікова піраміда \| Статево-вікова піраміда \| Статево-вікова піраміда \| \| ----------------------- \| ----------------------- \| ----------------------- \| \| Чоловіки \| Вік \| Жінки \| \| 16 \| 85 + \| 36 \| \| 20 \| 80-84 \| 55 \| \| 59 \| 75-79 \| 43 \| \| 67 \| 70-74 \| 82 \| \| 47 \| 65-69 \| 67 \| \| 67 \| 60-64 \| 94 \| \| 126 \| 55-59 \| 106 \| \| 82 \| 50-54 \| 86 \| \| 118 \| 45-49 \| 82 \| \| 75 \| 40-44 \| 137 \| \| 114 \| 35-39 \| 126 \| \| 98 \| 30-34 \| 75 \| \| 63 \| 25-29 \| 79 \| \| 51 \| 20-24 \| 63 \| \| 67 \| 15-20 \| 94 \| \| 82 \| 10-14 \| 102 \| \| 82 \| 5-9 \| 102 \| \| 82 \| 0-4 \| 90 \| |        |             |       |       |       |       |          |
| Статево-вікова піраміда |        |             |       |       |       |       |          |
| Чоловіки | Вік    | Жінки       |       |       |       |       |          |
| 16 | 85 +   | 36          |       |       |       |       |          |
| 20 | 80-84  | 55          |       |       |       |       |          |
| 59 | 75-79  | 43          |       |       |       |       |          |
| 67 | 70-74  | 82          |       |       |       |       |          |
| 47 | 65-69  | 67          |       |       |       |       |          |
| 67 | 60-64  | 94          |       |       |       |       |          |
| 126 | 55-59  | 106         |       |       |       |       |          |
| 82 | 50-54  | 86          |       |       |       |       |          |
| 118 | 45-49  | 82          |       |       |       |       |          |
| 75 | 40-44  | 137         |       |       |       |       |          |
| 114 | 35-39  | 126         |       |       |       |       |          |
| 98 | 30-34  | 75          |       |       |       |       |          |
| 63 | 25-29  | 79          |       |       |       |       |          |
| 51 | 20-24  | 63          |       |       |       |       |          |
| 67 | 15-20  | 94          |       |       |       |       |          |
| 82 | 10-14  | 102         |       |       |       |       |          |
| 82 | 5-9    | 102         |       |       |       |       |          |
| 82 | 0-4    | 90          |       |       |       |       |          |

## Економіка
2010 року серед 1919 осіб працездатного віку (15—64 років) 1401 була активною, 518 — неактивними (показник активності 73,0%, у 1999 році було 66,8%). З 1401 активної мешканців працювало 1199 осіб (634 чоловіки та 565 жінок), безробітними було 202 (96 чоловіків та 106 жінок). Серед 518 неактивних 159 осіб було учнями чи студентами, 201 — пенсіонерами, 158 були неактивними з інших причин.

У 2010 році в муніципалітеті числилось 1295 оподаткованих домогосподарств, у яких проживали 3242,5 особи, медіана доходів виносила 16 908 євро на одного особоспоживача